# Mostly Ghostly
R. L. Stine's Mostly Ghostly também conhecido como Mostly Ghostly: Who Let the Ghosts Out? (Brasil: Fantasmas à Solta ) é um filme de comédia e terror dos Estados Unidos. Foi lançado em DVD em 3 de setembro e transmitido no Disney Channel em 31 de outubro de 2008.

## Sinopse
Max Doyle (Sterling Beaumon) é um garoto de onze anos que ao realizar mágica decepciona seu pai (David DeLuise) e é chamado de ridículo por seu irmão mais velho, Colin (Adam Hicks). Enquanto lavava roupa no porão, Max ouve vozes. Ao investigar a origem do som, ele vê uma mão sair da parede. Um túnel escondido atrás da parede passa a abrigar os Phears maus (Brian Stepanek) e seu quadro de fantasmas. Phears tem a intenção de libertar-se do mundo dos fantasmas para habitar o mundo físico, mas será capaz de fazê-lo apenas no Dia das Bruxas.

## Elenco
- Sterling Beaumon ... Max Doyle
- Madison Pettis ... Tara Roland
- Luke Benward ... Nicholas "Nicky" Roland
- Brian Stepanek ... Phears
- Ali Lohan ... Traci Walker
- Adam Hicks ... Colin Doyle
- David DeLuise ... John Doyle
- Kim Rhodes ... Harriet Doyle

## Crítica
David Cornelius, em sua crítica para o DVD Talk escreveu: "[O filme é] principalmente Inútil. Principalmente aborrecido, definitivamente. (...) Atrás da câmera está o diretor Richard Correll, veterano de inúmeras comédias terríveis, muitos deles entre as piores da Disney: "Cory in the House", "Zack and Cody", "That's So Raven", etc. Uma confusão sem inspiração é encontrada aqui; Os risos são suaves, os sussurros amigáveis aos miúdos são brincalhões e a história é uma confusão que até mesmo os jovens espectadores indiscriminados encontrarão muito pouco para manter seu interesse. (...) O conto de Stine (...) é uma grande parte do problema aqui, contando com fórmula barata, personagens unidimensionais e uma história que nunca realmente vai qualquer lugar. (...) Pior, em 98 minutos, "Mostly Ghostly" leva uma premissa de 30 minutos e se estende muito longe, [uma trama] muito fina. (...) Se "Mostly Ghostly" tivesse uma pitada mais enérgica, suas falhas poderiam ter sido perdoadas naquele tipo de filme infantil. Mas não há um minuto de tempo na tela que não pareça tão preguiçoso e desagradável, o que só enfatiza a história barata e a má atuação."